# Leeds (Alabama)
Leeds és una població dels Estats Units a l'estat d'Alabama. Segons el cens del 2000 tenia 10.455 habitants.

## Demografia
Segons el cens del 2000, Leeds tenia 10.455 habitants, 4.301 habitatges, i 2.989 famílies. La densitat de població era de 180,6 habitants/km².
Dels 4.301 habitatges en un 30,7% hi vivien nens de menys de 18 anys, en un 51,6% hi vivien parelles casades, en un 14% dones solteres, i en un 30,5% no eren unitats familiars. En el 27% dels habitatges hi vivien persones soles el 10,3% de les quals corresponia a persones de 65 anys o més que vivien soles. El nombre mitjà de persones vivint en cada habitatge era de 2,43 i el nombre mitjà de persones que vivien en cada família era de 2,95.
Per edats la població es repartia de la següent manera: un 24,5% tenia menys de 18 anys, un 7,8% entre 18 i 24, un 29,4% entre 25 i 44, un 24,8% de 45 a 60 i un 13,4% 65 anys o més.
L'edat mitjana era de 38 anys. Per cada 100 dones hi havia 91,9 homes. Per cada 100 dones de 18 o més anys hi havia 87,9 homes.
La renda mitjana per habitatge era de 37.420 $ i la renda mitjana per família de 46.127 $. Els homes tenien una renda mitjana de 32.090 $ mentre que les dones 23.448 $. La renda per capita de la població era de 18.573 $. Aproximadament el 10,5% de les famílies i el 13,2% de la població estaven per davall del llindar de pobresa.

## Poblacions properes
El següent diagrama mostra les poblacions més properes.